# Articulation intermétatarsienne
Les articulations intermétatarsiennes sont les trois articulations entre les bases des quatre derniers os métatarsiens.
Chacune de ces trois articulations est renforcée par trois ligaments : un ligament métatarsien interosseux, un ligament métatarsien plantaire et un ligament métatarsien dorsal.

## Anatomie fonctionnelle
Le mouvement autorisé entre les extrémités tarsiennes des os métatarsiens est limité à un léger glissement des surfaces articulaires l'une sur l'autre.